# Corts republicanes
Les Corts republicanes, oficialment denominades simplement Corts—també denominat Congrés dels Diputats—, van ser l'òrgan legislatiu unicameral de la Segona República Espanyola actiu entre 1931 i 1939. Després de la fi de la Guerra Civil Espanyola es van reunir diversos cops a l'exili, l'últim el 1945. Malgrat tot el règim franquista també instituí una forma d'òrgan legislatiu, elegit, això si, sense l'empara del sufragi universal, denominat les Corts Espanyoles.

## Circumscripcions electorals
La legislació de maig de 1931 introduïda pel Govern provisional va modificar el Decret de 8 d'agost de 1907 i els districtes de la Restauració per circumscripcions provincials, amb l'excepció de les capitals de província amb població superior als 100.000 habitants, que es constituïen com a circumscripcions independents a la provincial. A més, Cartagena, Ceuta i Melilla també van conformar circumscripció. Les eleccions de 1931 es van efectuar per tant amb 63 circumscripcions. Després de la implantació de la llei electoral de 1933, amb l'augment a 150.000 habitants de la població necessària d'una capital de província per constituir-se com a circumscripció independent de la provincial, van perdre la condició de circumscripció les capitals de Còrdova i Granada. La circumscripció de Cartagena empleada el 1931 es va integrar a la de Múrcia (província) per a les eleccions de 1933 i 1936.

## Proclamació i constitució de la República (1931-33)

Arc electoral a la legislatura constituent (1931-33) segons Leonardo Morlino..
Esquerra
Centreesquerra
Centre
Centredreta
Dreta

Després de les eleccions constituents de 1931, les Corts, encarregades de l'elaboració d'una nova Constitució, van ser inaugurades el 14 de juliol de 1931. La composició de la cambra al període constituent va ser dominada pels partits de centre i esquerra, la majoria republicano-socialista. El socialista Julián Besteiro va ser el primer president de les Corts, primer interinament i després elegit definitivament el 28 de juliol de 1931. L'1 d'octubre de 1931 la cambra va aprovar l'article constitucional que consagraria el sufragi femení amb 161 vots favorables i 121 en contra. La Constitució del 1931 va ser finalment aprovada el 9 de desembre de 1931 amb 368 vots a favor i cap en contra (absentant-se 89 diputats de dreta). El text va regular la figura de la Diputació Permanent, amb la funció d'assumir les funcions de la cambra parlamentària durant els parèntesis d'aquesta. El juliol del 1933 la cambra aprovaria una llei electoral que accentuaria la primacia de les majories que ja havia introduït la legislació promulgada pel Govern provisional abans de la celebració de les primeres eleccions de 1931.

## Segona legislatura (1933-36)

Arc electoral a la segona legislatura (1933-36) segons Leonardo Morlino.
Esquerra
Centreesquerra
Centre
Centredreta
Dreta

Les eleccions de 1933, celebrades ja sota la nova legislació, van donar lloc a un canvi parlamentari i a una cambra amb la dretana CEDA com a grup parlamentari més nombrós. Obertes el 8 de desembre de 1933, les noves Corts elegiren provisionalment com a president de la cambra al radical Santiago Alba. El novembre de 1934 es va aprovar el canvi del reglament de les Corts.

## Tercera legislatura (1936-39)

Arc electoral a la tercera legislatura (1936-39) segons Leonardo Morlino.
Esquerra
Centreesquerra
Centre
Centredreta
Dreta

Les eleccions del febrer del 36, també desenvolupades amb la llei electoral del 33, van donar una majoria parlamentària al Front Popular d'esquerres. El republicà Diego Martínez Barrio seria triat president de la Corts.
Durant el transcurs de la guerra civil, les Corts no van tornar a reunir-se a Madrid i es van convertir en itinerants: van celebrar en 1937 sessions a València (a l'edifici de l'Ajuntament de València i a la Llotja de la Seda) i el 1938 al monestir de Montserrat i a Sant Cugat. Ja prop de la fi del conflicte, les Corts, camí de l'exili, van celebrar la seva última sessió en territori espanyol l'1 de febrer de 1939 al Castell de Sant Ferran de Figueres, tancant-se aquesta a les 24:45 hores.
Un cop acabada la guerra civil i instaurada la dictadura de Francisco Franco arreu del territori espanyol el 1939, les Corts republicanes es van seguir reunint en l'exili.